# Сальвия (художница)
Сальвия (родилась в 2000 году) — валлийская дрэг-художница, перформансистка, дизайнер и музыкант. Благодаря своим необычным визуальным образам и медийной активности в Instagram, она привлекла внимание журналистов издания Vogue и других представителей фешен-индустрии. Она сотрудничала с Риком Оуэнсом для его осенне-зимней коллекции 2019 года Runway, работая над протезированием и макияжем моделей. Сальвия тесно сотрудничает с другими художниками, такими как Джазмин Бинen и Парма Хэм, создавая видеоперформансы и художественные инсталляции, однако её основной платформой остаётся Instagram, который она использует для демонстрации своих работ и образов.

## Ранние годы
Выросла в маленькой деревне в Северном Уэльсе (графство Денбишир), где проживает по сей день. Сальвия рассказывает, что над ней потешались в юном возрасте, и она находила утешение и вдохновение у таких художников, как Ли Бауэри, Леди Гага и модельер Александр Маккуин. Примерно в 13 лет она начала создавать рисунки и картины, вдохновлённые sci fi, и футуристические визуальные эффекты, в конечном итоге перейдя к использованию этих визуальных эффектов в своем макияже и дрэг-образах.

## Мода и визуальные образы
Работы Сальвии охватывают множество сфер, таких как фотография, дизайн, режиссура, графический дизайн, спецэффекты, художественный макияж, стилизация и кинопроизводство. Фотограф Рик Кастро описал её как «влиятельную личность, икону моды, икону красоты, готическую диву». В интервью Document Journal Сальвия сказала Кастро: «Я знаю, что есть люди, которые мастурбируют на мои фотографии, и это заставляет меня смеяться. Почему-то люди убеждены, что я тесно связана с иллюминатами и сатанизмом. Но я понятия не имею, почему и что они вообще означают». Она сосредоточена на создании отредактированных фотографий своего дизайна одежды и макияжа, и ей часто приходится бороться с цензурой своих работ на онлайн-платформах из-за их радикальности. Работы Сальвии представляют собой визуальные эффекты, вдохновлённые инопланетянами и ужасами, с помощью приглушённых цветовых палитр, медицинских протезов и часто неудобных проявлений человеческой природы и биологии.
В 2019 году художники Парма Хэм и Сальвия создали совместную линию фетишистских нарядов Nullo с использованием накладных частей тела и биоморфных конструкций, похожих на что-то среднее между сбруейen и декоративным экзоскелетом. Коллекция была посвящена критике гендерной бинарности и исследованиям современных сексуальности и телесности. Театрализованный показ образов прошёл в лондонском клубе Wraith, в нём участвовали и Парма Хэм, и Сальвия, и ещё восемь моделей. Сальвия вышла к зрителям на очень высоких платформах, на костылях и в облегающем костюме с накладной маткой.

## Музыка
Первым синглом Сальвии стал «The Man Who Watches Me Sleep» (в пер. «Человек, который наблюдает, как я сплю») в стиле эмбиент-поп и дарккорen, который, по словам исполнительницы, вдохновлён воспоминаниями о детском опыте.
В июне 2023 года Сальвия выпустила альбом «001011», состоящий из 14 треков (название отсылает к почти чёрному цвету #001011 в кодировке RGB). Восемь композиций с альбома были выпущены отдельно в виде синглов, на пять были сняты музыкальные видео. Согласно пользовательским оценкам на сайте «Rate Your Music», альбом «001011» занимает первую строчку среди альбомов в жанре деконстрактед-клабen за 2023 год.
По состоянию на ноябрь 2024 года Сальвия выпустила один альбом, 10 синглов и 6 музыкальных видео.
| Название альбома | Детали                                                                                             |
| ---------------- | -------------------------------------------------------------------------------------------------- |
| 001011           | - Дата выхода: 22 июня 2023 г. - Лейбл: Tired and Scared - Форматы: цифровая дистрибуция, стриминг |

## Личная жизнь
Сальвия — транс-женщина, и она заявила, что «негативная и незрелая реакция» на её работы «является одним из многих признаков невежества и транс-мизогинии, которые до сих пор широко присутствуют в обществе».